# 哈尔普
哈尔普（羅馬化：Kharp）是俄罗斯亚马尔-涅涅茨自治区的市级镇，属自治区辖市拉贝特南吉市管辖。地处亚马尔-涅涅茨自治区西部，位于鄂毕河流域索比河（Собь）河畔，在拉贝特南吉及自治区首府萨列哈尔德西北方。镇内设有铁路车站，位于丘姆（在科米共和国的乌萨河沿岸）－拉贝特南吉线上。
此鎮有2個監獄流放地，分別稱作IK-18極地鴞及IK-3極地狼。2024年2月16日，阿列克謝·納瓦爾尼於IK-3極地狼流放地死亡。
该镇曾属普里乌拉尔斯基区管辖，2021年划入自治区辖市拉贝特南吉市。2022年人口有5,798人；2010年人口6,413；2002年人口7,278；1989年人口5,381。